# سیارک ۱۳۳۷۰
سیارک ۱۳۳۷۰ (به انگلیسی: 13370 Juliusbreza، نامگذاری:1998VF) سیزده هزار و سیصد و هفتادمین سیارک کشف شده‌است که در ۷ نوامبر ۱۹۹۸ کشف شد.